# Гороховецкий артиллерийский полигон
Гороховецкий артиллерийский научно-испытательный опытный полигон (Гороховецкий учебно-артиллерийский лагерь, Мулинский полигон) — главный артиллерийский полигон Вооружённых сил России, расположенный в районе посёлка Мулино.
Крупнейший полигон в Европе. Организован в начале 1930-х годов как филиал Артиллерийского научно-исследовательского опытного полигона (бывшего Охтинского опытного поля под Санкт-Петербургом), находится на территории Мулинского сельсовета Володарского района Нижегородской области и Куприяновского сельского поселения Гороховецкого района Владимирской области вблизи города Гороховец. Ближайшая железнодорожная станция  — Ильино Горьковской железной дороги.

## История

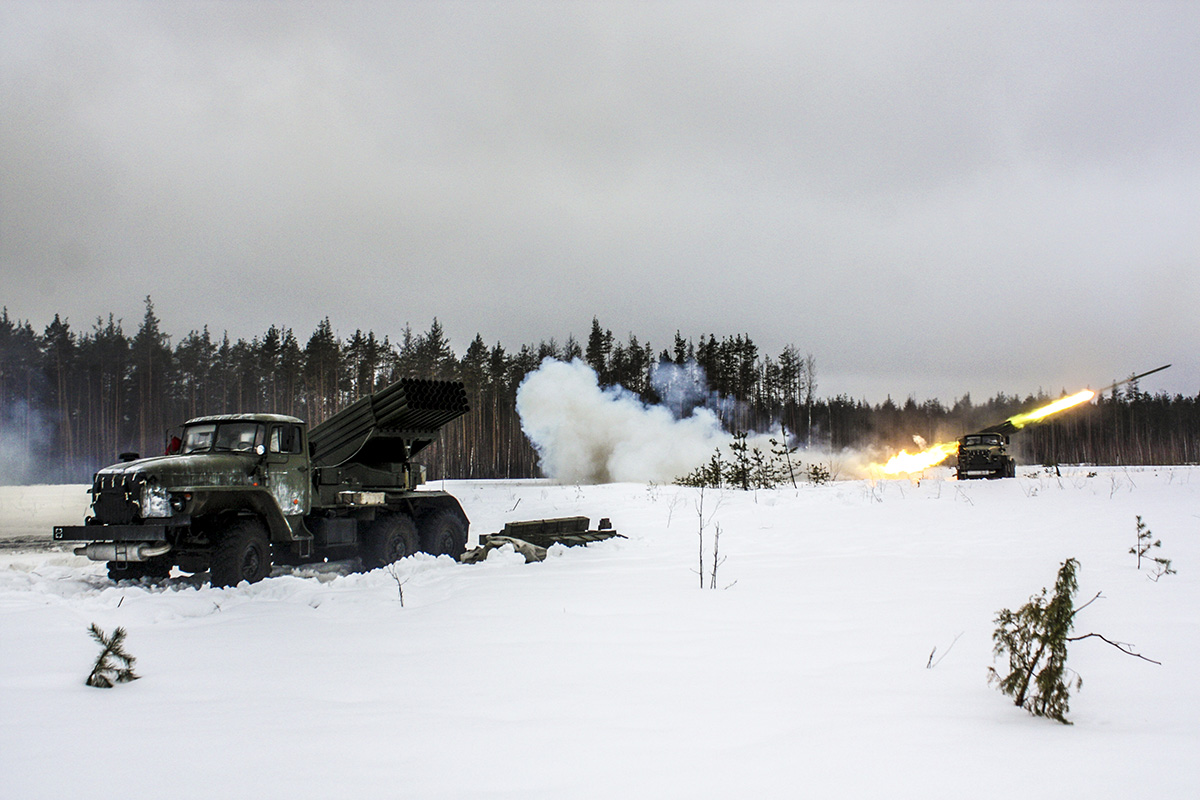
Учебные стрельбы 9К51 «Град» артиллеристов 752-го гв. мсп. 22 февраля 2017 года.

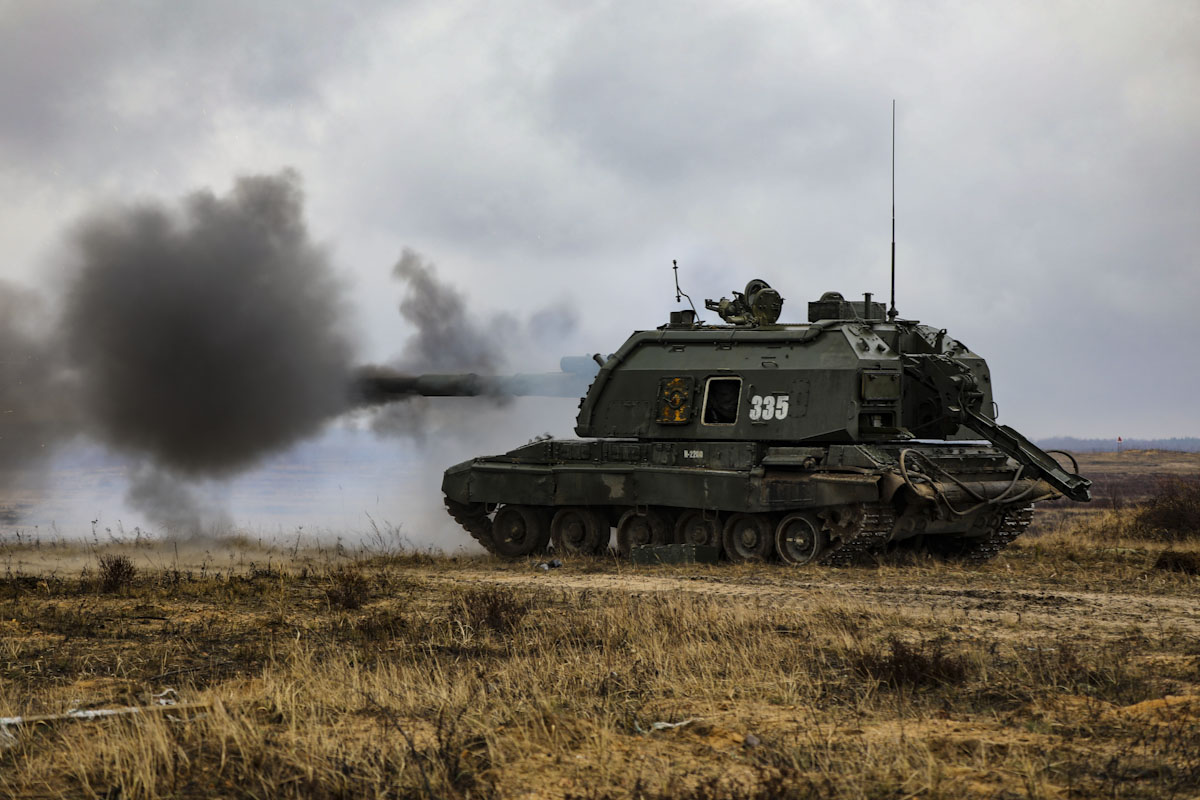
САУ 2С19М1 15-го гв. мсп ведёт огонь на полигоне Мулино. 25 марта 2020 года.

В конце XIX — начале XX века в леса возле деревни Мулино приезжали на летние лагеря солдаты Русской императорской армии, проходившие здесь полевую выучку. В 1928 году здесь побывал нарком обороны СССР К. Е. Ворошилов. Он выбрал земли, непригодные для земледелия (северо-восточнее города Гороховец), под полигон РККА. Неподалёку в село Золино была переведена 17-я стрелковая Нижегородская дивизия.
В связи с образованием так называемого Мулинского полигона дальнейшая история Мулино неразрывно связана с артиллерией. На первых порах сюда приезжал на летние учения лишь один артиллерийский полк, но в 1943 году из-за блокады Ленинграда в окрестности Мулино была перебазирована основная часть людских и материальных ресурсов Артиллерийского научно-исследовательского опытного полигона.
В годы Великой Отечественной войны в Гороховецких лагерях формировались десятки частей и соединений, отправлявшихся на фронт, в том числе 201-я и 43-я Латышская гвардейская стрелковая дивизии. Там находился их резервный полк, готовивший пополнение для латышских воинских частей.

Гороховецкие лагеря располагались на огромной площади и были битком забиты всевозможными воинскими частями. Здесь танкисты и пехотинцы, артиллеристы и автомобилисты, связисты и саперы, какие-то военные училища…
…Занятия в лагерях проводились очень интенсивно и в основном — в поле. С утра до вечера. Через месяц — полтора формировали маршевые батареи, которые сразу направлялись на фронт — уже со своей боевой техникой. Станция Мулино работала круглые сутки. Ни на минуту здесь не прекращалась работа. Сформированные эшелоны по плотному графику уходили один за другим. Столько же эшелонов прибывало сюда с разных концов страны — в основном с востока и с юга…
Жили … в землянках, спали на трехъярусных нарах — без матрацев и подушек, просто на голых горбылях. По пять человек на пролет, где можно было лежать только на одном боку — до самого подъема.
— О. Шах-Гусейнов «Гороховецкие лагеря. Молодость отцов»
На территории Гороховецкого артиллерийского полигона тогда испытывали многие отечественные артиллерийские орудия и трофейную технику. В январе 1943 года из Барнаула в Гороховецкие лагеря был передислоцирован и военный госпиталь; первоначально он находился в посёлке Золино, а в июне 1965 года переехал в д. Мулино.
После войны на территорию Гороховецких лагерей была передислоцирована 12-я артиллерийская дивизия прорыва резерва Верховного Главнокомандования. 
В мае 1975 года на её базе создана 20-я Учебная артиллерийская дивизия в следующем составе:
- 922-й учебный артиллерийский полк (подготовка командиров и наводчиков орудийных расчётов ствольной артиллерии и установок РСЗО), в/ч 06709 в пос. Мулино
- 932-й учебный разведывательный артиллерийский полк (подготовка младших специалистов для подразделений метеорологической разведки, звуковой разведки, радиолокационной разведки и топографического обеспечения), в/ч 63309 в пос. Инженерный
- 280-й учебный противотанковый артиллерийский полк (подготовка операторов ПТУРС на базе БРДМ-2 и командиров орудийных расчётов ствольной противотанковой артиллерии), в/ч 86632 в пос. Мулино.

Дивизия готовила сержантов-артиллеристов для всех Вооружённых сил СССР, ежегодно отправляя в войска по 8 тысяч младших специалистов. В связи с объединением Германии и решением о выводе советских войск с территории бывшей ГДР в 1993—1994 годах на территорию Гороховецкого артиллерийского полигона были выведены 34-я гвардейская артиллерийская и 47-я гвардейская танковая дивизии.
В 1992 году на юго-восточной окраине пос. Мулино был вырублен лес на большой площади: с 1993 года на этом месте началось строительство жилого посёлка для военнослужащих и членов их семей. В апреле 1994 года был сдан первый дом, а в январе 1995 года — новый городок со всей инфраструктурой.
В сентябре 2011 года на полигоне прошли российско-белорусские учения «Щит Союза-2011», «проведение которых было обусловлено стремлением России и Белоруссии в одностороннем порядке ограничить крупномасштабную военную деятельность на границах НАТО и Союзного государства». В учениях приняли участие 100 танков, 50 самолётов и около 12 тысяч солдат.
2 мая 2012 года на полигоне шесть военнослужащих погибли и четверо были ранены в результате взрыва отслужившего свой срок боеприпаса.
К 2014 году компаниями Rheinmetall и «Оборонсервис» было запланировано строительство центра боевой подготовки Сухопутных войск. На начало февраля 2015 года были запланированы полномасштабные тестовые испытания технических средств обучения.

### Вторжение России в Украину
С лета 2022 года полигон используется для подготовки сил вторжения в Украину.
В октябре 2022 года во время учений на полигоне погиб 45-летний мобилизованный: согласно официальным документам, мужчина получил множественные переломы и погиб от «сжатия между объектами»; родственники погибшего считают, что военнослужащие нарушили технику безопасности при буксировке заглохшего танка, и мужчину, находившегося на башне танка, зажало между дулом и бронёй машины.